# Lumar
Lumar (persiska: لومار) är en ort i västra Iran. Den är administrativt centrum för delprovinsen (shahrestan) Sirvan i provinsen Ilam. Lumar ligger 797 meter över havet.